# Luzius Rüedi
Luzius Rüedi, född 12 juni 1900 i Thusis, död 19 juli 1993, var en schweizisk ishockeyspelare. 
Rüedi blev olympisk bronsmedaljör i ishockey vid vinterspelen 1928 i Sankt Moritz.